# Wakatsuki (Schiff)
Die Wakatsuki (japanisch 若月 ‚Junger Mond‘) war ein Zerstörer der Akizuki-Klasse der Kaiserlich Japanischen Marine. Mit dem Maru 4 Keikaku (④計画), dem 4. Kreis-Bauprogramm („Vierter Plan zur Verstärkung der Marinebewaffnung“) aus dem Jahr 1939 wurden die sechs Zerstörer mit den Baunummern 104–109 zu einem Stückpreis von je 12.090.000 ¥ geplant und zwischen 1940 und 1943 gebaut.

## Entwurf und Beschreibung

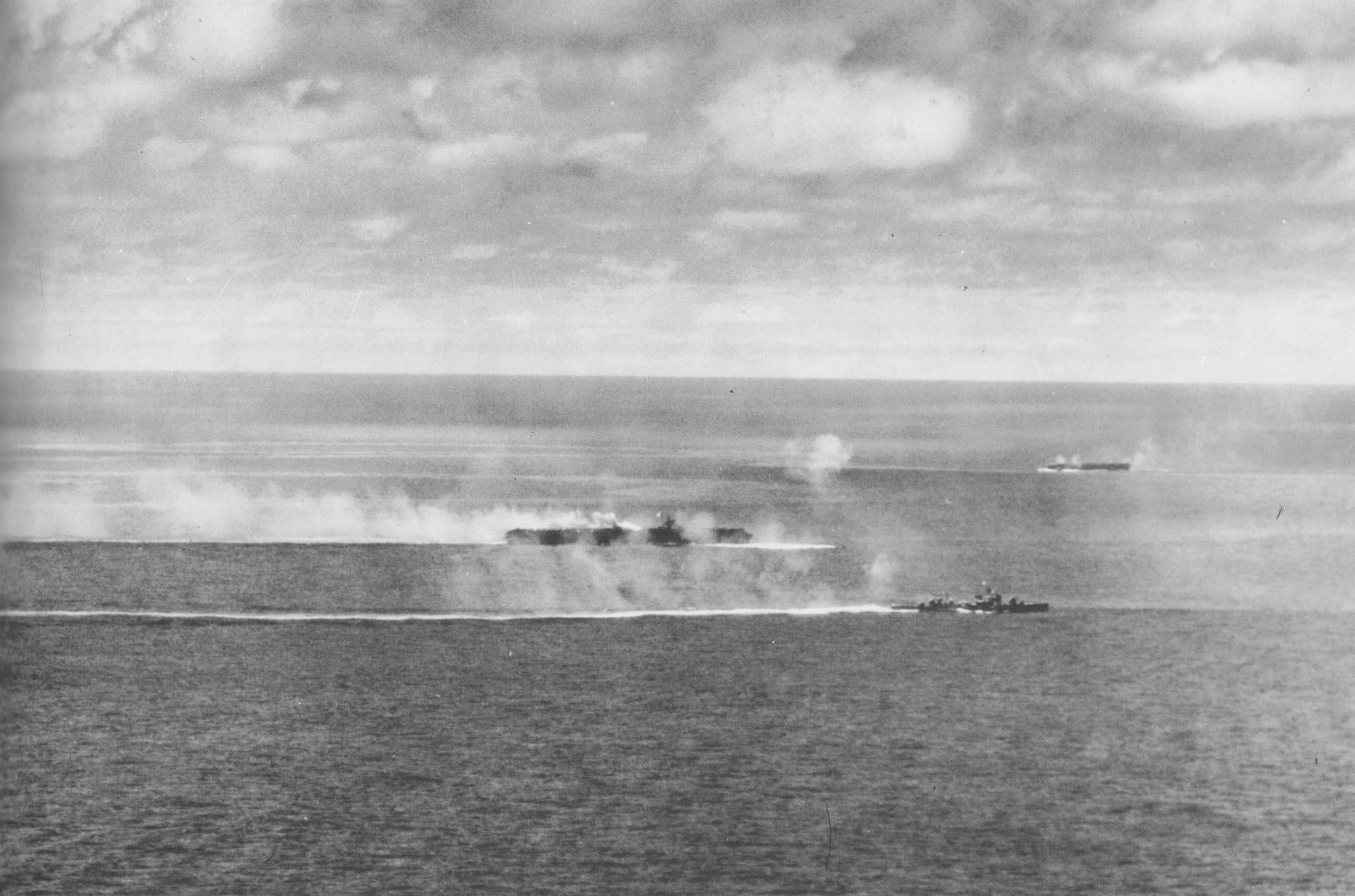
Träger Zuikaku mit der Wakatsuki während der Luftangriffe bei der Schlacht vor dem Cape Engaño am 25. Oktober 1944. Der Leichte Träger Zuiho im Hintergrund.

Das japanische 10-cm-Mehrzweckgeschütz vom Typ 98 und einer Kaliberlänge von 65 = 6,5 m Rohrlänge (gesamte Länge des Geschützes = 6,73 m) war zur Flugzeugabwehr sehr viel besser geeignet, als das bisherige Standardgeschütz vom Kaliber 12,7 cm, das eher für die Bekämpfung von Schiffen konzipiert war. Das 10-cm-Geschütz hatte einen Höhenrichtbereich von −10° bis + 90° und eine Schussfrequenz von 20–22 Schuss/Minute, während das 12,7-cm-Geschütz nur 5–10 Schuss in der Minute abgeben konnte. Dies lag auch daran, dass das 10-cm-Geschütz bei jeder Erhöhung geladen werden konnte und das Rohr zum Laden nicht abgesenkt werden musste. Da die Zerstörer der Akizuki-Klasse hauptsächlich für die Flugabwehr für Flugzeugträgerverbände geplant waren, wurden sie mit diesen Geschützen ausgerüstet. Der Vierersatz von 61-cm-Torpedorohren und die Wasserbombenwerfer mit 72 Wasserbomben wurden erst später in die Planung aufgenommen, damit diese Schiffe auch die Aufgaben von Mehrzweckzerstörern erfüllen konnten.
Von diesen 10-cm-Geschützen hatte die Wakatsuki bei der Fertigstellung acht Stück in vier Doppeltürmen an Bord, zwei am Bug, zwei am Heck. Dazu kamen zwei Zwillingslafetten mit 2,5 cm vom Typ 96 und die schon erwähnten Torpedorohre mit vier Reservetorpedos und die Wasserbomben. 1943 wurde die Anzahl der 2,5-cm-Flak auf fünfzehn (5 × 3) erhöht und ab Mitte 1944 sogar auf neunundzwanzig plus vier 13-mm-Maschinengewehre. Während des Krieges wurden alle Schiffe der Klasse mit einem Typ 21 und einem Typ 22 Radar am vorderen Mast ausgerüstet.
Die Zerstörer hatten eine Besatzung von 263 Offizieren und Mannschaften, eine Gesamtlänge von 134,2 Metern, eine Breite von 11,6 Metern, einen Tiefgang von 4,15 Metern und verdrängte 2.743 Tonnen bei Standardlast und 3.759 Tonnen voll ausgerüstet. Das Schiff hatte zwei Propeller an zwei Wellen die von zwei Kampon-Dampfturbinen angetrieben wurden, die den Dampf von drei Kampon-Wasserrohrkesseln nutzten. Die Gesamtleistung betrug 52.000 PS (38.246 kW) und die Höchstgeschwindigkeit betrug 33 kn (61 km/h). Der Treibstoffvorrat war 1.097 t Schweröl, womit eine Reichweite von 8.300 sm (15.400 km) bei einer Geschwindigkeit von 18 kn (33 km/h) erreicht wurde.

## Einsatz

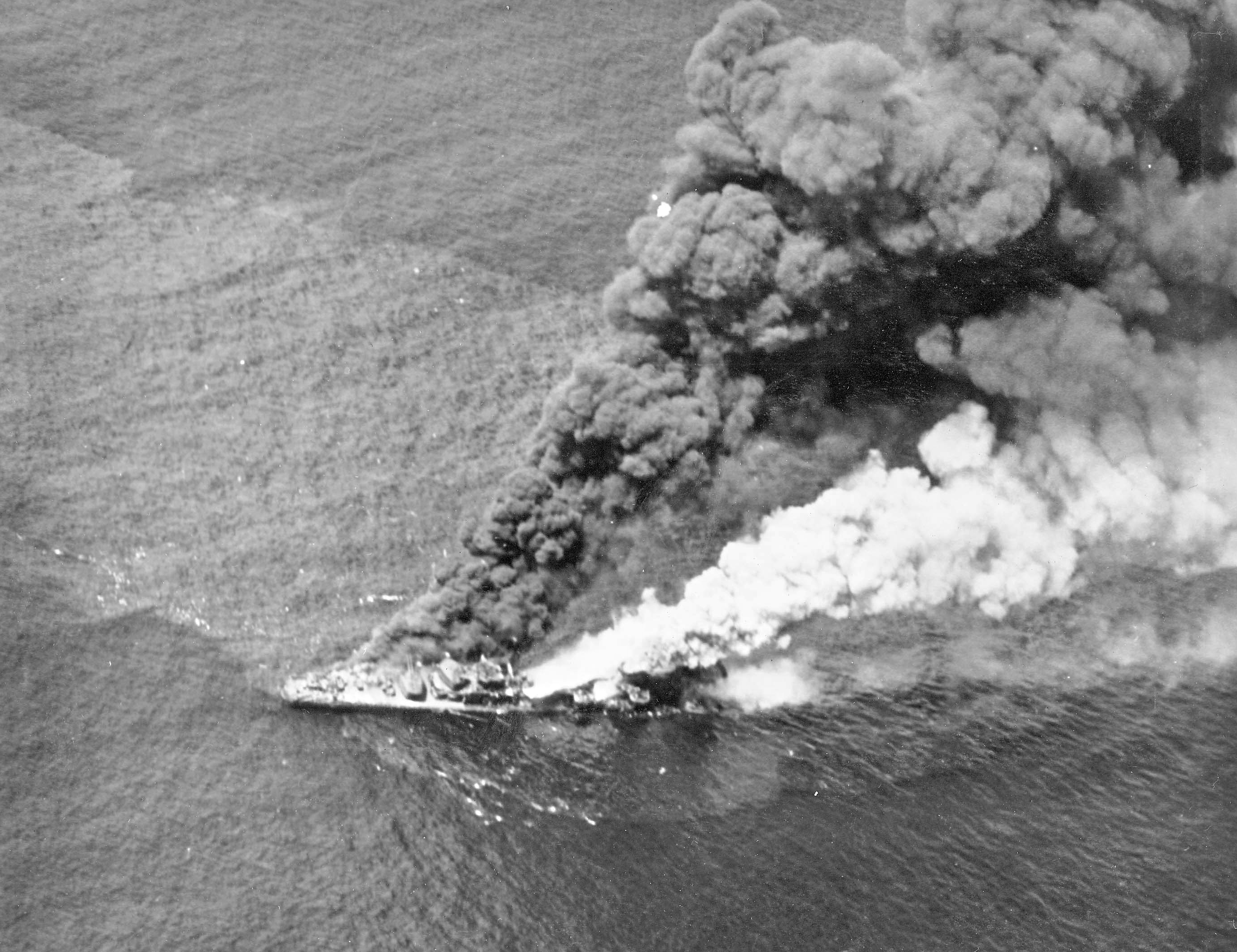
Wakatsuki sinkt in der Ormoc Bay.

Am 31. Mai 1943 wurde die Wakatsuki in Dienst gestellt und sofort dem 11. Zerstörergeschwader zugeteilt. Der erste Kommandant war Oberleutnant Suzuki Yasuatsu (鈴木 保厚).
Am 8. Juni 1943 ankerte das japanische Schlachtschiff Mutsu am allgemeinen Ankerplatz der japanischen Flotte bei der Insel Hishira in der Bucht von Hiroshima in der Seto-Inlandsee. An Bord waren 113 Kadetten und 40 Ausbilder der Marinefliegerabteilung aus Tsuchiura nördlich von Tokio. Um 12:13 Uhr zerriss eine Explosion im Magazin ihres dritten Geschützturmes das Schiff in zwei Teile. Der vordere Teil, ca. 150 m lang, kenterte nach Steuerbord und sank fast augenblicklich. Das Heckteil von ca. 45 m Länge kenterte ebenfalls, hielt sich aber noch bis 2:00 Uhr am nächsten Tag über Wasser, aber dann sank auch das Heck.
Das Schlachtschiff Fusō, das in der Nähe lag, ließ sofort Boote zu Wasser, um Überlebende zu retten, ebenso, die Zerstörer Wakatsuki und Tamami und die Kreuzer Tatsuta und Mogami. Sie konnten nur 353 der 1.474 Menschen retten, die sich an Bord der Mutsu befanden, nur 13 gehörten zu der Besuchergruppe aus Tsuchiura.
Von August bis Ende Oktober 1943 war die Wakatsuki mit Geleitaufgaben zwischen Truk und Eniwetok befasst, bis sie ab Ende Oktober bei den Kämpfen um die Salomonen und in der Bougainville-Kampagne eingesetzt wurde.
Am 1. November landete die 1st Marine Division der US-Marines in der Kaiserin-Augusta-Bucht auf der Westseite von Bougainville. Es war der Beginn der Operation Cherryblossom. Vizeadmiral Tomoshige Samejima, der Befehlshaber der 8. japanischen Flotte schickte in der Nacht auf den 2. November 1943 die 5. Kreuzerdivision unter Konteradmiral Ōmori Sentarō (大森 仙太郎) in das Invasionsgebiet. Die 5. Kreuzerdivision bestand aus den Schweren Kreuzern Myōkō und Haguro, den Leichten Kreuzern Agano und Sendai und den Zerstörern Hatsukaze, Naganami, Samidare, Shigure, Shiratsuyu und der Wakatsuki. In der folgenden etwas chaotisch verlaufenden Seeschlacht bei der Kaiserin-Augusta-Bucht wurden die Sendai und die Hatsukaze versenkt.
Die Wakatsuki wurde drei Tage später, am 5. November 1943, bei einem amerikanischen Luftangriff auf Rabaul durch einen Nahtreffer leicht beschädigt.
Am 6. Juni 1944 begleitete die Wakatsuki mit dem Zerstörer Minazuki den Tanker Okikawa Maru vom japanischen Stützpunkt auf Tawi-Tawi nach Balikpapan auf Borneo, als das amerikanische U-Boot USS Harder die Minazuki in der Celebessee versenkte. Die Wakatsuki rettete die 45 Überlebenden der Minazuki und verfolgte die USS Harder mit Wasserbomben, allerdings konnte das U-Boot entkommen.
Am 19. Juni 1944 geleitete die Wakatsuki die 1. Mobile Flotte unter Vizeadmiral Ozawa Jisaburō in die Schlacht in der Philippinensee. Schon bevor die eigentliche Schlacht begann, wurde das Flaggschiff Vizeadmiral Ozawas, die Taihō von dem US-U-Boot Albacore torpediert. Die Schäden schienen nicht erheblich, allerdings verursachten die Torpedotreffer Lecks in den Tanks für das an Bord befindliche Flugbenzin, so dass sich im gesamten Schiff ein entzündliches Luft-/Benzingemisch ausbreiten konnte, das gegen 14:30 Uhr durch einen Funken entzündet wurde und zu mehreren, verheerenden Explosionen führte. Von den 1750 Mann der Besatzung wurden 1090 gerettet. Schon nach der ersten Explosion wechselte Admiral Ozawa mit seinem Stab auf die Wakatsuki und setzte zur Zuikaku über.
Ende Oktober 1944 war die Wakatsuki wieder der sogenannten 'Nordflotte' Vizeadmiral Ozawas unterstellt, die sich als Köder für die US Trägerflotte während der See- und Luftschlacht im Golf von Leyte nordöstlich vom Kap Engaño den Philippinen näherte. Im Laufe des 25. Oktober 1944 wurden sämtliche Träger der „Nordflotte“ in der Schlacht vor Kap Engaño von US-amerikanischen Trägerflugzeugen versenkt oder so sehr beschädigt, dass sie bis zum Abend sanken. Die Wakatsuki und der Zerstörer Kuwa retteten Schiffbrüchige der Träger und wurden dabei vom Zerstörer Hatsuzuki gegen US-amerikanische Kreuzer gedeckt.
Anfang November wurden die japanischen Streitkräfte auf der Insel Leyte verstärkt. Dazu wurden Konvois mit der Bezeichnung „TA“ und einer laufenden Nummer von Manila nach Ormoc geschickt. Die Wakatsuki begleitete den Konvoi TA 4 der am 8. November aus Manila nach Ormoc ausgelaufen war, der Zerstörer Shimakaze war mit dem Zerstörer Hamanami und der Naganami das Geleit für den Konvoi TA 3. Der Geleitzug TA 3 wurde am 9. November 1944 von der amerikanischen Luftaufklärung entdeckt und am nächsten Morgen von Flugzeugen der Fifth Air Force angegriffen, die zwei der Transporter, die Kashii Maru und die Kozu Maru versenkten. Am nächsten Tag erreichten beide Konvois die Bucht von Ormoc. Dort wurden sie am Morgen von 347 Flugzeugen der Task Force 38 angegriffen. Es wurden die Transporter Kashii Maru, Takatsu Maru, Mikasa Maru, Saiho Maru, Taizan Maru und die Tensho Maru versenkt. Außer der Wakatsuki bei 10° 50′ N, 124° 35′ O wurden auch die Zerstörer Hamanami, Naganami und Shimakaze versenkt.